# Stanislaus County
Stanislaus County är ett county i delstaten Kalifornien, USA. Den administrativa huvudorten (county seat) är Modesto. Stanislaus County ligger i det geografiska området Central Valley.

## Geografi
Enligt United States Census Bureau så har countyt en total area på 3 924 km². 3 869 km² av den arean är land och 55 km² är vatten. 

### Angränsande countyn
- Santa Clara County, Kalifornien - sydväst
- San Joaquin County, Kalifornien - nordväst
- Calaveras County, Kalifornien - nord
- Tuolumne County, Kalifornien- nordost
- Merced County, Kalifornien - syd
- Mariposa County, Kalifornien - sydöst
- Alameda County, Kalifornien - nordväst